# Cornelius Bennett
College Football Hall of Fame 2005
(en) Statistiques sur pro-football-reference
Cornelius Bennett (né le 25 août 1965 à Birmingham dans l'État d'Alabama aux États-Unis) est un joueur américain de football américain qui évoluait au poste de linebacker.
Il a joué au niveau universitaire avec le Crimson Tide de l'Alabama. Sa carrière universitaire est couronnée de succès avec notamment une présence à trois reprises dans l'équipe All-American et il remporte le Lombardi Award remis au meilleur linebacker du football américain universitaire. En 1986, il réalise un sack spectaculaire sur le quarterback des Fighting Irish de Notre Dame Steve Beuerlein, qui est immortalisé en peinture par l'artiste Daniel Moore avec pour titre « The Sack ». Ses succès à l'université lui permettent d'être intronisé au College Football Hall of Fame.
Choisi par les Colts d'Indianapolis au deuxième rang lors de la draft 1987 de la NFL, Bennett et les Colts n'arrivent pas à s'entendre sur un contrat et il est échangé aux Bills de Buffalo dans une transaction à trois équipes, qui envoie Eric Dickerson aux Colts et Greg Bell aux Rams de Los Angeles.
Durant sa carrière de 14 ans, il a également joué pour les Falcons d'Atlanta et les Colts pour ses deux dernières saisons. Il a participé à cinq Super Bowls durant sa carrière (quatre avec les Bills et un avec les Falcons), mais sans toutefois en gagner un. Il a été nommé à cinq reprises au Pro Bowl lors de son passage avec les Bills. En 2000, il est nommé dans l'équipe NFL de la décennie 1990.